# إمبوناس (دوديكانيسوس)
إمبوناس (Έμπωνας) هي مدينة في إقليم جنوب إيجة في اليونان.